# Генерал Конфедерації з Біґ-Сур
«Генерал Конфедерації з Біґ-Сур» (англ. A Confederate General from Big Sur) — перший роман Річарда Бротіґана, опублікований 1964 року.
Події історії розгортаються 1957 року. Чоловік на ім'я Лі Меллон певен, що він нащадок генерала Конфедерації, який походив із Біґ-Сур, що в Каліфорнії. Цього генерала не описували ні в книжках, ні в інших записах, тож немає ніяких доказів щодо його існування, одначе Меллон зустрічає бурлака з тихоокеанського північного заходу, який теж чув про цього генерала. Меллон шукає правди про його власну війну зі статусом-кво тогочасних Сполучених Штатів у світлі сутичок Конфедерації та Союзу. Основною ідеєю роману є конфлікт дійсності з сприйняттям і переконаннями розуму.
Бротіґан завершив роман 1961 року, однак той не був виданий аж до 22 січня 1964 року. Роман погано продавався, що спричинилось до його зняття з друку, який згодом відновився, коли Бротіґан здобув певну культову славу. Слава ж автора головно ґрунтувалась на його репутації, здобутій завдяки його наступній, головній праці — романові «Ловля форелі в Америці».
Уперше українською мовою твір видасть 2018 року видавництво «Komubook» у перекладі Бориса Превіра та Максима Ларченка й дизайном обкладинки від Марини Кізілової.

## Видання
- Brautigan, Richard. A Confederate General From Big Sur. — California : Grove Press[en], 1964. — ISBN 0-224-61923-3.